# Governació de Tubas
La Governació de Tubas (àrab: محافظة طوباس, Muḥāfaẓat Ṭūbās) és una de les 16 divisions administratives de l'Autoritat Nacional Palestina i una de les 11 situades a Cisjordània, estant localitzada en el nord-est d'aquest últim territori. Posseeix una superfície aproximada de 372 km², La capital provincial o muhfaza és la ciutat de Tubas. En 2006, la població era de 48.128 persones. En 2007 la població era de 50,267. A la seva frontera est limita amb el Regne de Jordània.

## Localitats

Hi ha 23 localitats situades a la governació.

### Ciutats
- Tubas

### Municipis
- 'Aqqaba
- Tammun

### Viles
- Bardala
- Ein al-Beida
- Kardala
- Ras al-Far'a
- Tayasir
- Wadi al-Far'a
- al-Bikai'a

### Camps de refugiats
- Far'a